# Лагер Ниш (филм)
„Лагер Ниш“ је југословенски филм снимљен 1987. године у режији Миомира Стаменковића а по сценарију Маје Волк.

## Радња
Крајем 1941. године Гестапо је формирао први концентрациони логор у Југославији - Лагер Ниш. У логору су смештени политички затвореници, таоци, Јевреји и ухваћени и болесни партизани. Окосницу приче чини судбина породице Зарић, оца и сина, а у првом плану су догађаји који се одвијају у логорској соби дванаест, названој соба смрти. Док Немци врше даноноћна стрељања, у логору се грозничаво планира бекство. Од 145 логораша, преко сто је успело да се докопа слободе.

## Улоге
| Глумац               | Улога            |
| -------------------- | ---------------- |
| Светислав Гонцић     | Гојко Зарић      |
| Милан Штрљић         | Богдан Трајковић |
| Миодраг Крстовић     | Митар Живић      |
| Танасије Узуновић    | Капетан Хамер    |
| Богдан Диклић        | Немачки наредник |
| Љубиша Самарџић      | Коле коцкар      |
| Миодраг Радовановић  | Душан Зарић      |
| Божидар Павићевић    | Доктор Рубен     |
| Љиљана Благојевић    | Смиља            |
| Елизабета Ђоревска   | Мила/Елза        |
| Љиљана Ђоковић       | Љубица           |
| Владан Живковић      | Петар            |
| Младен Недељковић    | Момчило          |
| Тихомир Арсић        | Стеван Лукић     |
| Милан Ђурђевић       | Професор         |
| Десимир Станојевић   | Сима             |
| Ратомир Васиљевић    | Херберт          |
| Мирјана Коџић        | Мара             |
| Татјана Бељакова     | Олга Зарић       |
| Бојана Маљевић       | Јелена Зарић     |
| Милија Вуковић       | Марко            |
| Ранко Ковачевић      | Полицијски агент |
| Горан Султановић     | Мирко            |
| Драгољуб Марковић    | Берберин         |
| Десимир Митровић     | Вили Шернен      |
| Дејан Јовановић      |                  |
| Олгица Вукојевић     |                  |
| Маја Тица            |                  |
| Душан Ђорђевић       |                  |
| Бранка Поповић       |                  |
| Неда Осмокровић      |                  |
| Лубиша Милосављевић  |                  |
| Миомир Радевић       |                  |
| Александар Филиповић |                  |
| Драгомир Станојевић  |                  |
| Михајло Животић      |                  |
| Миро Лорбер          |                  |